# Gärdnäs kapell
Gärdnäs kapell är en kyrkobyggnad i Strömsunds kommun, och var en församlingskyrka i Ström-Alanäs församling, Härnösands stift.
Kapellet ligger i byn Gärdnäs vid Ströms Vattudal, cirka 50 km nordnordväst om Strömsund i norra Jämtland. Det ritades av kommuningenjören i Ströms kommun, Ingvald Kejving, och invigdes av Ströms församling år 1960.
Kapellet avhelgades år 2016, och såldes senare.

## Exteriör
Kapellet består av två sammanbyggda trähus, gavel mot gavel. Kyrkorummets del markeras av att det plåtklädda sadeltaket där fått en brantare lutning. Fasadmaterialet är liggande och stående träpanel.

## Interiör
Väggarna är klädda med ett brunt laminat och vita masonitplattor. Taket täcks av obehandlad träpanel, och golvet är av trä. Altaret är placerat i en nisch på ett podium. Genom vikväggar kan kyrkorummet öppnas mot ytterligare ett rum. I kyrkorummet används en flexibel lösning med kopplade stolsrader i stället för fasta kyrkbänkar.